# Aristides Josuel dos Santos
Aristides Josuel dos Santos (Barueri, 14 giugno 1970) è un ex cestista brasiliano.

## Carriera
Con il Brasile ha disputato due edizioni dei Giochi olimpici (Barcellona 1992, Atlanta 1996), tre dei Campionati mondiali (1990, 1994, 1998) e cinque dei Campionati americani (1992, 1993, 1995, 1997, 1999).